# Vorkplaathoutzwam
De vorkplaathoutzwam (Lenzites warnieri) is een schimmel uit de familie Polyporaceae. Het is een zeldzame paddenstoel uit Zuid-Europa. Hij groeit op dood hout van loofbomen en struiken. De soort werd eerst ingedeeld bij Trametes, maar op basis van DNA-analyse is de zwam ingedeeld bij Lenzites.

## Kenmerken
Hoed
De hoed heeft een lengte van 5-20 cm en haalt zelden 45 cm. Het vlees is kurkachtig, maar relatief dun en heeft geen duidelijke overgang naar de lamellen.
Lamellen
De lamellen zijn oker- of perkamentkleurig, gevorkt en relatief diep tot 1 cm aan de basis.
Vruchtlichaam
Het oppervlak van het vruchtlichaam is bij jonge exemplaren fluwelig, maar naarmate ze ouder worden, worden ze kaal en glad en ontwikkelen er soms kleinere bultjes of wratten.

## Verspreiding
In het natuurgebied de Ackerdijkse Plassen nabij Rotterdam is deze voor Nederland nieuwe paddenstoelensoort ontdekt in juli 2005.